# Mangalmé (ville)
Pour les articles homonymes, voir Mangalmé.
Mangalmé est une ville du Tchad.

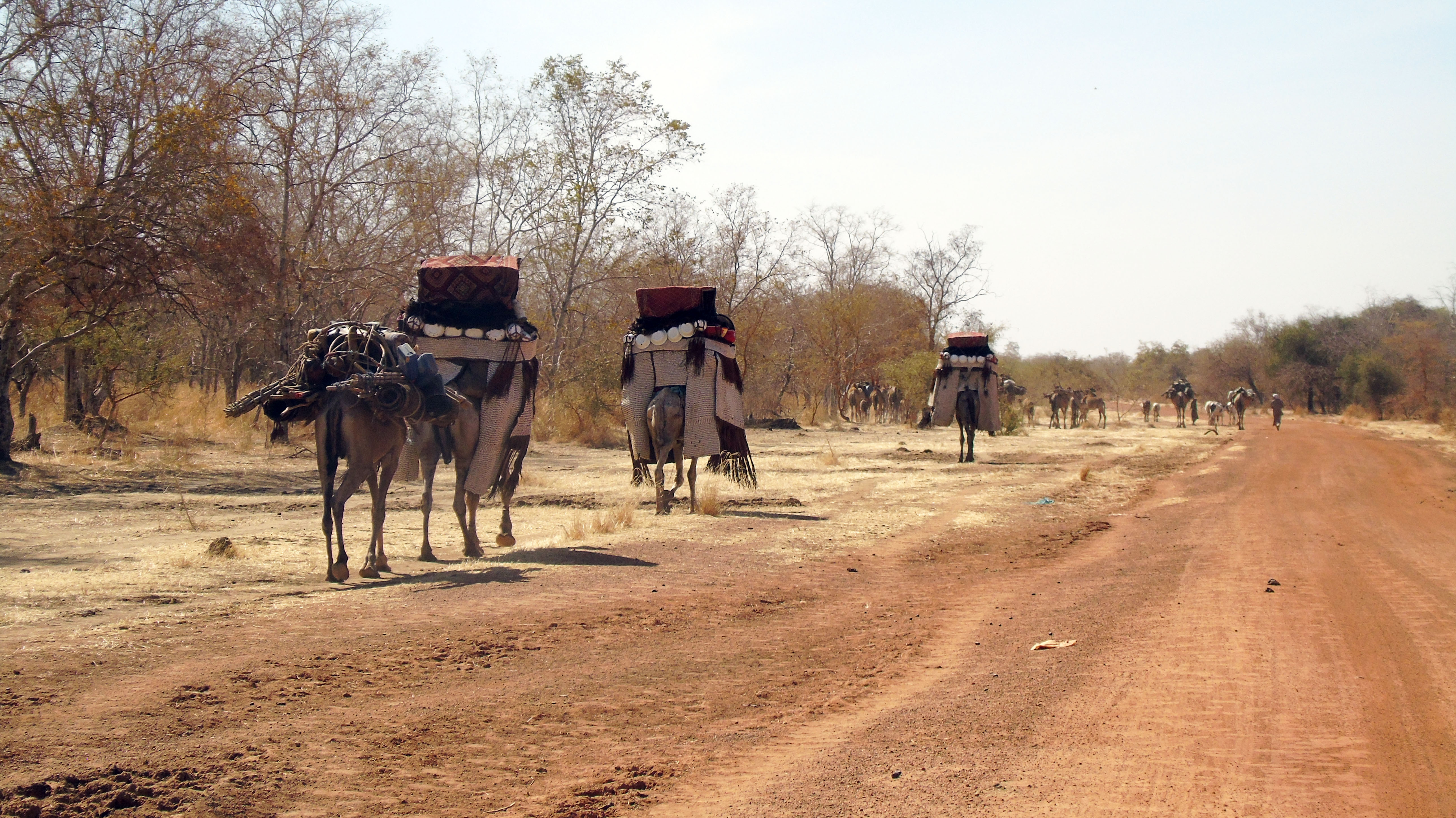

Elle est le chef-lieu du département de Mangalmé dans la région du Guéra.

## Géographie
La ville à un climat semi aride caractérisé par des températures très chaudes durant l'été et une saison des pluies très courtes de juin à septembre